# ∞Z
∞Z（zero zero z、ゼロゼロゼット）は福島県・宮城県出身の3人組フュージョン・ポップ・パワートリオバンド。「00Z」、「zero zero z」など表記されることもあるが、正式な表記は「∞Z」「zero zero z」「ゼロゼロゼット」。所属レーベルはFractal Records。ジャンルはJ-POPに分類されるが、さまざまなルーツ・ミュージックをアレンジに取り入れるなど斬新な独自のジャンルを開拓している。

## メンバー
ERIKAボーカル・ギター担当。宮城県仙台市出身であり現在は福島県福島市在住。主に作詞作曲を担当。幼少期から歌に目覚め、福島大学在学中にアコースティック・ギターを独学で始め、バンド結成と同時にエレキギターを始める。ESPのオフィシャルエンドーサー。
Kenji Satoベース担当。宮城県白石市出身、現在は仙台市在住。主に作曲とアレンジを担当。ルーツ・ミュージックを敬愛し、アレンジに様々な音楽の要素を盛り込む。ESPオフィシャルエンドーサー。
シンゴ カタギリドラム担当。福島県福島市出身。作詞作曲も手がけ、アレンジではリズムや全体の楽曲プロデュースも行う。ドラムメーカーCANOPUSのオフィシャルエンドーサー。

## 概要
福島市のライブハウスC-moonで2010年8月に前身バンドを結成。その後バンド名を∞Z（ゼロゼロゼット）に決定。「無限の可能性のある進化し続けるバンドになりたい」という意味から表記には無限マークを使用。当時からサポートベーシストを入れた3人体制でライブ経験を積んでいく。
2011年3月福島市内で被災するものの、すぐに音楽活動を再開。音楽で東北を盛り上げたいと強い想いを抱くようになる。
2011年5月ベースのケンジが正式に加入し、ゼロゼロゼットの活動が本格的にスタートする。
テレビ局のタイアップ、CMソングなどを手掛けるなど多方面から、キャッチーなメロディーと洒落たアレンジの楽曲が評価される。
福島と宮城を中心にライブを中心に活動を開始し、FM局でラジオ番組「Music Star Geo」のパーソナリティーに決定。
2012年12月23日 1stミニアルバム「musicα」リリース。
2014年6月6日 2ndミニアルバム「musicβ」全国発売。
6月8日Live Space C-moonで初のワンマンライブを開催し、満員御礼で成功させる。岩手、仙台、福島、東京、大阪、京都を全国ツアーで巡業。
2015年12月2日 3rdミニアルバム「musicγ」全国発売。
12月6日Live Space C-moonでワンマンライブを開催、秋田、仙台、山形、福島、新潟、千葉、東京、静岡、愛知、沖縄を全国ツアーで巡業。
2016年8月10日4thミニアルバム「musicΔ（デルタ）」を全国リリース。リリース記念イベントを福島駅前街なか広場で企画し、斎藤誠、南壽あさ子を招き夕涼みコンサートを開催。
2016年10月初の東京ワンマンライブを巣鴨獅子王で開催。
2016年11月20日（日）インディーズバンドでは異例の福島県文化センター大ホール単独コンサートを開催し成功を収める。
2017年３月4thミニアルバム「musicΔ」が全国のCDショップ店員が選ぶCDショップ大賞２０１７東北ブロック賞に選ばれる。
2017年10月22日二本松市をイメージした楽曲「千年譚歌」を収録したシングルを数量限定でリリース。
2017年11月4日東北中央自動車道福島〜米沢間で撮影したMV「光る」を公開。
2018年1月10日(水)シングル「光る」全国リリース。オリコンチャートROCKランキング週間１５位、インディーズ週間ランキング１１位を記録。
2018年12月末日をもって活動休止となった。

## ディスコグラフィ

### ミニアルバム
|     | リリース      | タイトル | 規格品番  | 備考                                                          |
| --- | ------------- | -------- | --------- | ------------------------------------------------------------- |
| 1st | 2012年12月    | musicα   | LVWZ-0001 | 完売。配信リリース中。                                        |
| 2nd | 2014年6月6日  | musicβ   | LVWZ-0002 | 販売元: アドニス・スクウェア                                  |
| 3rd | 2015年12月2日 | musicγ   | LVWZ-0003 | 販売元: PCI MUSIC                                             |
| 4th | 2016年8月10日 | musicΔ   | LVWZ-0004 | 販売元: PCI MUSIC CDショップ大賞 2017 東北ブロック賞 受賞作品 |

### シングル
|     | リリース      | タイトル | 規格品番  | 備考                                                                                     |
| --- | ------------- | -------- | --------- | ---------------------------------------------------------------------------------------- |
| 1st | 2018年1月10日 | 光る     | LVWZS-001 | 販売元: PCI MUSIC オリコンチャートROCKランキング週間15位、インディーズ週間ランキング11位 |

### その他の作品
|   | リリース       | タイトル | 備考                                                   |
| - | -------------- | -------- | ------------------------------------------------------ |
| - | 2016年11月20日 | musicε   | ミニアルバム 会場限定販売                              |
| - | 2017年10月22日 | 千年譚歌 | シングル 会場、通販限定販売 2017年二本松菊人形CMソング |